# 有田奈央
有田 奈央（ありた なお、1979年 - ）は、日本の絵本作家。

## 来歴
1979年、福岡県生まれ。
30歳のとき、３年で絵本作家になると決意し、何の縁故やツテも無く上京する。
たまたま取得していた調理師免許を活かし保育園に勤務をしながら、絵本作家のきむらゆういち主催の [ゆうゆう絵本講座]に通う。後に「おっぱいちゃん」（ポプラ社）で絵本作家デビュー。同作で第２４回けんぶち絵本の里アルパカ賞を受賞する。
絵本を全く描いた事も無いフリーター生活から絵本作家デビューするまでを描いたエッセイ漫画「絵本作家になりたくて」（WAVE出版）を読んで絵本作家を目指した人もいる。その後も絵本作品を作り続けている。
読み物「山のちょうじょうの木のてっぺん」（作・最上一平　絵・有田奈央　新日本出版社）で、第６６回青少年読書感想文全国コンクール課題図書、小学生低学年の部に選ばれる。

## 受賞歴
- 第14回ピンポイント絵本コンペ入選　(http://www.pinpointgallery.com/cn13/pg129.html)
- 第3回有田川町絵本コンクール優秀賞受賞(https://compe.japandesign.ne.jp/tag/有田川町絵本コンクール/)
- 第24回けんぶち絵本の里アルパカ賞受賞　(http://ehon-yakata.com/prize/)
- 2015年度公益社団法人日本脳卒中協会サノフィ賞受賞(http://www.jsa-web.org/patient/239.html)
- 第5回有田川町絵本コンクール佳作受賞(https://compe.japandesign.ne.jp/tag/有田川町絵本コンクール/)

## 主な著作

### 絵本
- 『おっぱいちゃん』　作、絵:有田奈央　2013年4月4日、 （海外出版；中国版、韓国版、台湾版）　ポプラ社、ISBN 978-4591134061
- 『トイレこちゃん』　作：あさのますみ、絵：有田奈央、2015年1月7日、(海外出版；中国版、韓国版)ポプラ社、ISBN 978-4591142592
- 『あしたから1ねんせい (きむらゆういちの行事えほん)』　さく：きむらゆういち、え：有田奈央、2017年1月28日、新日本出版社、ISBN 978-4406061186
- 『もしも、もしもね』（こどものくに チューリップ版10月号）作：あさのますみ、絵：有田奈央、 2015年10月1日発行、鈴木出版
- 『おかのうえのカレーやさん』（こどものくに チューリップ版 7月号）　作：有田奈央、絵：喜湯本のづみ、2017年7月1日発行、鈴木出版
- 『おならひめ』　ぶん：有田奈央、え：喜湯本のづみ、2018年10月31日発行、新日本出版社、ISBN 978-4406062831
- 『いったいどうしたんだい？』（こどものくに チューリップ版6月号）作・有田奈央、絵・喜湯本のづみ 2019年6月1日発行、鈴木出版
- 『おいで… (ゾッとする怪談えほん)』　文：有田奈央、絵：軽部武宏、2019年9月28日発行、新日本出版社、ISBN 978-4406063722
- 『すき』　さく：有田奈央、え： 羽尻利門、2019年11月27日発行、少年写真新聞社、ISBN 978-4879816900
- 『パンでんしゃ』　文：有田奈央、絵：喜湯本のづみ、2020年1月21日発行、（海外出版：韓国版）、交通新聞社、ISBN 978-4330029191
- 『帰り道 (ゾッとする怪談えほん)』　文：有田奈央、絵：羽尻利門、2020年2月22日発行、新日本出版社、ISBN 978-4406064101
- 『じごくバス』　作：有田奈央、絵：安楽雅志、2020年6月23日発行、ポプラ社、ISBN 978-4591166826
- 『空き家(ゾッとする怪談えほん)』　文：有田奈央、絵：森洋子、2021年5月21日発行、新日本出版社、 ISBN 978-4406064118
- 『エレベーター(ゾッとする怪談えほん)』　文：有田奈央、絵：大野隆介、2021年6月24日発行、新日本出版社、ISBN 978-4406065177
- 『さんすうえほん──ワニのたまごやさん』　文：有田奈央、絵：江口ノリコ、2022年6月30日発行、新日本出版社、 ISBN 978-4406066778
- 『死神です』シリーズ１　文：有田奈央、絵：アンマサコ、2023年4月5日発行、光村教育図書、 ISBN 978-4895721400
- 『どうぶつファッションショー』（こどものくに たんぽぽ版9月号）作・有田奈央、絵・くさかみなこ 2023年9月1日発行、鈴木出版
- 『死神です』シリーズ２　文：有田奈央、絵：アンマサコ、2024年2月28日発行、光村教育図書、 ISBN 978-4895721448
- 『死神です』シリーズ３　文：有田奈央、絵：アンマサコ、2024年11月16日発行、光村教育図書、 ISBN 978-4895721615

### 読み物
- 『山のちょうじょうの木のてっぺん』作：最上一平、絵：有田奈央、2019年9月20日発行、新日本出版社、ISBN 978-4406063746
- 『へんてこテーマソング』作：最上一平、絵：有田奈央、2019年11月15日発行、新日本出版社、ISBN 978-4406064279
- 『にんげんクラッシャー、さんじょう!』作：最上一平、絵：有田奈央、2020年1月28日発行、新日本出版社、ISBN 978-4406064286
- 『じごく小学校』シリーズ１　作：有田奈央、絵：安楽雅志、2023年3月8日発行、（海外出版；中国版、韓国版、台湾版）　ポプラ社、 ISBN 978-4591177143
- 『じごく小学校』シリーズ２　作：有田奈央、絵：安楽雅志、2023年9月21日発行、（海外出版；中国版、韓国版、台湾版）　ポプラ社、 ISBN 978-4591179116
- 『じごく小学校』シリーズ３　作：有田奈央、絵：安楽雅志、2024年3月13日発行、（海外出版；中国版、韓国版、台湾版）　ポプラ社、 ISBN 978-4591181225
- 『じごく小学校』シリーズ４　作：有田奈央、絵：安楽雅志、2024年8月7日発行、（海外出版；中国版、韓国版、台湾版）　ポプラ社、 ISBN 978-4591182482
- 『じごく小学校』シリーズ５　作：有田奈央、絵：安楽雅志、2025年3月12日発行、 （海外出版；中国版） ポプラ社、 ISBN 978-4591185681
- 『モンスターファミリー』　作：有田奈央、絵：クレーン謙、2025年3月27日発行、PHP研究所、 ISBN 978-4569882093
- 『じごく小学校』シリーズ６　作：有田奈央、絵：安楽雅志、2025年8月6日発行、 ポプラ社、 ISBN 978-4591186619

### エッセイ
- 『ずっと健康だと思ってた。34歳脳こうそく克服記』　作：有田奈央、絵：麻生夕貴、2014年11月7日、イースト・プレス、ISBN 978-4781612560
- 『絵本作家になりたくて (ぐーたらブー子の奮闘記)』　作：有田奈央、絵：麻生夕貴、2015年11月5日、WAVE出版、ISBN 978-4872907636